# الهام مدیردهقان
 الهام مدیردهقان (زاده ۲۶ تیر ۱۳۷۲) بازیکن چپ دست هاکی روی یخ اهل ایران است.
مدیردهقان عضو تیم آیس باکس ایران مال و فوروارد تیم ملی هاکی روی یخ بانوان ایران است. وی در مسابقات هاکی روی یخ بانوان قهرمانی آسیا و اقیانوسیه ۲۰۲۳ به مدال تیمی نقره دست یافت.
مدیردهقان در این بازی‌ها در هر ۶ مسابقه به میدان رفت.